# Liste der Bodendenkmale in Basdahl
In der Liste der Bodendenkmale in Basdahl sind die Bodendenkmale der niedersächsischen Gemeinde Basdahl aufgeführt. Die Quelle ist der Denkmalatlas Niedersachsen. 
Der Stand der Liste ist der 12. Dezember 2024.
Allgemein

Basdahl im Landkreis Rotenburg (Wümme)

In den Spalten finden sich folgende Informationen des Bodendenkmales:
Lagegeographische Koordinaten
BezeichnungBezeichnung lt. Denkmalatlas
BeschreibungBeschreibung lt. Denkmalatlas
IDObjekt-ID
BildBild, ggf. zusätzlich mit Link zu weiteren Fotos im Medienarchiv Wikimedia Commons.

## Basdahl
| Lage                        | Bezeichnung                 | Beschreibung | ID       | Bild |
| --------------------------- | --------------------------- | --- | -------- | ---- |
| 53° 26′ 21″ N, 8° 59′ 43″ O | Basdahl 14, Grabhügel       | Durchmesser ca. 18 × 13 m und Höhe ca. 2,5 – 3 m. Westlicher Rand von einem Acker angeschnitten. Zum östlich gelegenen Weg teilweise abgetragen, steil geböscht mit Einkuhlungen. Am nördlichen Rand eine größere Eingrabung. | 28967662 | BW   |
| 53° 26′ 23″ N, 8° 59′ 44″ O | Basdahl 15, Grabhügel       | Durchmesser ca. 13 m und Höhe ca. 0,8 m. Gelände nach Norden und Osten weiter fallend. Rand flach auslaufend. | 28967761 | BW   |
| 53° 26′ 32″ N, 8° 59′ 22″ O | Basdahl 25, Grabhügel       | Durchmesser ca. 25 m und Höhe ca. 1,3 m. Annähernd rund. Am südlichen Rand sind zwei große Findlinge abgelagert. | 28972570 | BW   |
| 53° 26′ 49″ N, 8° 58′ 19″ O | Basdahl 34, Grabhügel       | Durchmesser ca. 33,5 m und Höhe ca. 4 m. Hoch gewölbt. Insel in Ackerland, dadurch Ränder beschädigt. An den Grabhügel knüpft sich eine Sage über einen Bienendieb namens Sievers, der hierin bestattet sein soll. | 28967661 | BW   |
| 53° 25′ 47″ N, 9° 1′ 4″ O   | Basdahl 64, Schlackenhalde  | Durchmesser ca. 5 m und Höhe ca. 0,8 m. Vermutlich aus dem Mittelalter. Steil. Nach Südwesten etwas flacher auslaufend, obertägig einige Schlackenstücke, zahlreiche Findlinge in der Nähe. | 28967774 | BW   |
| 53° 25′ 47″ N, 9° 0′ 59″ O  | Basdahl 80, Schlackenhalde  | Durchmesser ca. 7,2 × 4,2 m und Höhe ca. 0,6 m. Längliche Schlackenhalde. Kleine Schlackenstücke an der Oberfläche. In 5,7 m Entfernung in Richtung Südwesten ist durch das Scharren eines Wildtieres der Rest eines Verhüttungsofens zum Vorschein gekommen. Im Bereich des Ofens wurde im Mai 1989 der an der Oberfläche liegende Humus entfernt und die freigelegte Fläche geputzt. Diese hatte einen Dm. von 2,6 m. | 28967764 | BW   |
| 53° 26′ 5″ N, 9° 0′ 14″ O   | Basdahl 92, Schlackenhalde  | Durchmesser ca. 4 × 2 m und Höhe ca. 0,4 m. Länglich. | 28967768 | BW   |
| 53° 25′ 48″ N, 9° 1′ 18″ O  | Basdahl 108, Schlackenhalde | Durchmesser ca. 5 × 4 m und Höhe ca. 0,7 m. An der Oberfläche zahlreiche, vor allem plattige Schlackenreste bis 20 cm Größe. | 28969258 | BW   |

### Basdahl 2 (Franzhorn)
- ID:28967792
- Gruppe von acht Grabhügeln mit 10 – 17 Meter Durchmesser und 0,5 – 1,3 Meter Höhe. Zwei sind weitestgehend eingeebnet und obertägig kaum mehr erkennbar.

| Lage                        | Bezeichnung | Beschreibung | ID       | Bild |
| --------------------------- | ----------- | --- | -------- | ---- |
| 53° 25′ 35″ N, 8° 59′ 24″ O | Basdahl 2   | Durchmesser ca. 17 m und Höhe ca. 1,3 m. Ebenmäßig hoch gewölbt, Rand abgesetzt. Auf dem Hügel sind Findlinge ca. 3,5 m hoch aufgestapelt.             | 28967776 | BW   |
| 53° 25′ 36″ N, 8° 59′ 25″ O | Basdahl 3   | Durchmesser ca. 11 m und Höhe ca. 0,5 m. Weitgehend eingeebnet, als Erhebung gut sichtbar, keine Eingrabung sichtbar.                                  | 28967779 | BW   |
| 53° 25′ 35″ N, 8° 59′ 28″ O | Basdahl 4   | Durchmesser ca. 12 m und Höhe ca. 0,5 m. Eingeebnet, obertägig kaum sichtbar.                                                                          | 28967780 | BW   |
| 53° 25′ 35″ N, 8° 59′ 29″ O | Basdahl 5   | Durchmesser ca. 13 m und Höhe ca. 0,6 m. Schlechter Erhaltungszustand. Schwach abgesetzter Rand. Westlicher Teil abgetragen. Eine Eingrabung sichtbar. | 28967782 | BW   |
| 53° 25′ 35″ N, 8° 59′ 31″ O | Basdahl 6   | Durchmesser ca. 17 m und Höhe ca. 0,5 m. (geschätzt, da unzugänglich) Unebene Erhöhung, Rand auslaufend. Schlechter Erhaltungszustand.                 | 28967785 | BW   |
| 53° 25′ 35″ N, 8° 59′ 26″ O | Basdahl 7   | Durchmesser ca. 6,5 m und Höhe ca. 0,4 m. Eingeebnet.                                                                                                  | 28967788 | BW   |
| 53° 25′ 34″ N, 8° 59′ 28″ O | Basdahl 8   | Obertägig nicht mehr sichtbar. 1979 noch Dm. 17 m; H. 0,5 m. Mitte uneben, Randreste schwach abgesetzt. Während des Krieges unregelmäßig abgetragen.   | 28967789 | BW   |
| 53° 25′ 34″ N, 8° 59′ 26″ O | Basdahl 9   | Eingeebnet. 1979 noch Dm. 13 m; H. 0,8 m. Ebenmäßig geformt, Rand auslaufend, Mitte abgeflacht darin flache Eintiefung.                                | 28967791 | BW   |

## Oese
| Lage                       | Bezeichnung            | Beschreibung | ID       | Bild |
| -------------------------- | ---------------------- | --- | -------- | ---- |
| 53° 26′ 43″ N, 9° 1′ 37″ O | Oese 1, Motte          | Dm. der Motte 14,5 m; H. 1 m. Dm. des Podestes 30 m; H. 0,6 m. Gut erhalten. Kernhügel im östlichen Bereich etwas abgetragen. | 28969154 | BW   |
| 53° 26′ 51″ N, 9° 1′ 33″ O | Oese 3, Grabhügel      | Dm. (N-S) 12 m, (O-W )15 m; H. 1,3 m. | 28969158 | BW   |
| 53° 25′ 50″ N, 9° 2′ 11″ O | Oese 5, Grabhügel      | Durchmesser ca. 15 m und Höhe ca. 0,8 m. Nördliches Drittel fehlt durch Abgrabung für einen Entwässerungsgraben. | 28969253 | BW   |
| 53° 26′ 30″ N, 9° 1′ 10″ O | Oese 16, Burg          | Obertägig nicht mehr erkennbar. Laut Eindruck in Blatt 16 der Kurhannoverschen LA von 1764/66 bzw. Mtbl. Nr. 1116, Ausgabe 1899 bestand die Anlage aus zwei voneinander durch einen Wassergraben getrennten rechteckigen Burghöfen, die wiederum ringsum von einem Wassergraben umgeben waren. A. Bachmann konnte 1951 im Gelände noch eine nicht mehr ganz geschlossene, rechteckige Anlage, von ca. 110 × 120 m Seitenlänge mit teilweise erhaltenem Innenwall und Graben von bis zu 20 m Breite aufnehmen, dabei wird es sich um den südlichen Teil der Burganlage gehandelt haben. Nach den historischen Quellen wurde die Burg im 16. Jh., wohl unter Christoph von Issendorf, der sich als Erbherr von Poggenmühlen und Öse bezeichnete, errichtet. Pratje berichtet 1759, dass der adelige Hof vor einigen Jahren bis auf die Souterrains niedergebrochen worden sei. | 28969254 | BW   |
| 53° 27′ 5″ N, 9° 1′ 42″ O  | Oese 18, Gräftenanlage | Zwei seitlich im rechten Winkel zum Wohnhaus vorgebaute Nebengebäude schließen einen Innenhof ein. Beide Höfe sind durch einen sie gemeinsam umfassenden Graben nach außen abgeschlossen. Graftanlage von etwa 170 × 100 m, wasserführender Graben bis 10 m breit. Ca. 100 m südwestlich vom Herrenhaus zwei heute trocken liegende Gräben mit beiderseitigem Erdauswurf, die vermutlich das Wasser aus der Graft in einen Nebenarm des Poggemühlenbaches abführten. Länge dieser Gräben jeweils ca. 100 m, die Tiefe beträgt 1 m. Gut Poggenmühlen war ein Sitz der von Issendorf. Nach Mushard (1708) wurde das Gut 1428 gegründet, das Vörder Register gibt das Baujahr 1400 an. 1585 wurde an Stelle des baufälligen Alten Hauses ein neues Wohnhaus, ein zweigeschossiger Backsteinbau, errichtet. Dieser Bau wurde 1933/34 um einige Meter nach Westen in alter Bauart erweitert und im Inneren völlig umgebaut. (v. Düring 1938) Die Mühle, die zum Gut Poggemühlen gehörte, wird bereits 1340 erwähnt. | 28969632 |      |
| 53° 27′ 29″ N, 9° 1′ 34″ O | Oese 19, Stauanlage    | Wall- und Grabenanlagen parallel zu einem Quellbach des Poggenmühlenbaches verlaufend. Länge ca. 650 m. Hauptrichtung ist annähernd von Norden nach Süden. Überreste einer in der Kurhannoverschen Landesaufnahme von 1764/66 noch eingezeichneten Stauteichanlage aus drei Teichen. Offenbar im Wesentlichen um die westlichen Dämme der Anlage sowie um die südlichen Begrenzungen der Teiche, die zum Gut Poggenmühlen gehörten. Im Mtbl. Nr. 1116 sind die Dämme ebenfalls eingezeichnet. Beide älteren Karteneinträge weichen allerdings etwas von der modernen Einmessung ab. | 28971608 | BW   |
| 53° 27′ 14″ N, 9° 1′ 34″ O | Oese 19, Stauanlage    | | 36987248 | BW   |
| 53° 26′ 54″ N, 9° 2′ 2″ O  | Oese 20, Stauanlage    | L ca. 100 m, Br. 8 – 10 m, H. bis 1,5 m; Profil abgerundet. Etwa in der Mitte Durchbruch für kleinen Wasserlauf, am östlichen Ende gestört durch tiefe Eingrabung. Am Ende quert ein Weg von Osten nach Westen. In Blatt 17 der kurhannoverschen LA von 1764/66 ist in diesem Bereich ein kleiner Teich eingezeichnet. Vermutlich diente der Wall zum Aufstauen des heute noch vorhandenen kleinen, in den Klustebach entwässernden Baches. | 28969147 | BW   |

## Volkmarst
| Lage                        | Bezeichnung             | Beschreibung | ID       | Bild |
| --------------------------- | ----------------------- | --- | -------- | ---- |
| 53° 25′ 34″ N, 8° 58′ 20″ O | Volkmarst 10, Grabhügel | Durchmesser ca. 15 m und Höhe ca. 0,4 m. Nur flach gewölbt, Rand zerfließend, vermutlich gefräst bei der Umwandlung in Ackerfläche. Einziger erhaltener einer Gruppe von ehemals sieben Grabhügeln. | 28967645 | BW   |